# Gabriel Biel
Gabriel Biel (Speyer, 1418/1425 körül – Tübingen, 1495. december 7.) középkori német skolasztikus teológus és filozófus, akit az utolsó skolasztikusnak neveztek.
Nem sokkal a Tübingeni Egyetem alapítása után, 1484-ben meghívták Bielt teológiát tanítani, és az egyetemi városban fejezte be életét is. Tanításban a középkori nominalizmust fejtette ki rendszerezett alakban, és állítólag hatással volt Luther Mártonra és Philipp Melanchthonra is. 
Fő műve Collectorium sive epitoma in magistri sententiarum libros IV. címmel jelent meg (nyomtatásban kiadvaː 1501) Biel előadásait és magyarázatait tartalmazza William Ockham filozófiájával kapcsolatban. Biel e művében skolasztikus stílusban tárgyal több nemzetgazdasági kérdést, és érdekes eredményre jut a pénzről szóló tanításában, ahol a cserekereskedésnek a pénzforgalom előtt való visszaszorulására mutat rá.